# Glenn Quinn
Glenn Martin Christopher Francis Quinn (ur. 28 maja 1970 w Dublinie, zm. 3 grudnia 2002 w North Hollywood) – irlandzki aktor telewizyjny i filmowy, znany głównie z amerykańskich seriali Roseanne i Anioł ciemności.

## Wczesne lata
Urodził się w Dublinie w Irlandii jako syn Bernadette Quinn (z domu Brady) i Murty’ego Quinna, muzyka i piosenkarza z Miami Showband. Dzieciństwo spędził w USA. Jako nastolatek powrócił do ojczyzny i zamieszkał w Cabinteely,  gdzie uczęszczał do Clonkeen College. Tam grał na perkusji w rockowym zespole Revival i występował w lokalnych przedstawieniach teatralnych. Do Stanów przeniósł się na stałe w 1988 w wieku dziewiętnastu lat. Razem z matką Bernadette i dwiema siostrami Sonyą i Louisą zamieszkał w Long Beach w Kalifornii. Zanim rozpoczął karierę aktorską pracował m.in. w elektrowni i restauracji.

## Kariera
Początkowo występował w reklamach Pepsi i Ray-Bana. Potem pojawił się w roli rekina bilardowego w teledysku do piosenki Richarda Marxa „Satisfied” (1989). Starał się też o rolę w serialu Beverly Hills, 90210, ale otrzymał jedynie bardzo symboliczny epizod. Dzięki reżyserce castingów Johannie Ray, jego kariera nabrała tempa i w 1991 otrzymał swoją pierwszą kinową rolę Alana w melodramacie muzycznym Krzyk (Shout) u boku Johna Travolty i Gwyneth Paltrow. Szerszej publiczności stał się znany dzięki roli Marka Healya, chłopaka i późniejszego męża Becky Conner z serialu Roseanne. W 1992 doznał poważnej kontuzji pleców, kiedy spadł z konia w czasie kręcenia zdjęć do serialu Covington Cross. W tym samym roku Robert Redford kompletując obsadę filmu Rzeka wspomnień zainteresował się Quinnem i przesłał mu swoją propozycję. Jednak aktor był zmęczony ciągłą pracą i postanowił zrobić sobie rok przerwy, by wyjechać ze swoim wujkiem na wędkarską wycieczkę. Jego rolę otrzymał Craig Sheffer.
Po siedmiu latach używania amerykańskiego akcentu w serialu Roseanne, Quinn spodobał się producentom Anioła ciemności, którzy obsadzili go w roli Irlandczyka Doyle, dzięki czemu mógł mówić swoim rodzimym akcentem. W 2002 r. nakręcił swój ostatni film R.S.V.P., w którym zagrał profesora Hala Evansa.

## Śmierć
3 grudnia 2002 w wieku 32 lat został znaleziony martwy w domu swojego przyjaciela w North Hollywood. Policja i raport z autopsji ujawniły, że przyczyną śmierci aktora było przypadkowe przedawkowanie heroiny.

## Filmografia

### Filmy
- 1990: Call Me Anna jako George Chakiris
- 1990: Silhouette jako Darren Lauder
- 1991: Magia muzyki (Shout) jako Alan
- 1992: Dr Chichot (Dr. Giggles) jako Max Anderson
- 1995: Live Nude Girls jako Randy
- 1997: Mroczne opowieści (Campfire Tales) jako Scott Anderson
- 1998: Jakaś dziewczyna (Some Girl) jako Jeff
- 2000: Sukces za wszelką cenę (At any Cost) jako Ben Tarowe
- 2002: R.S.V.P. jako profesor Hal Evans

### Seriale
- 1990: Beverly Hills, 90210 jako atleta na imprezie
- 1990: Bagdad Café jako Johnny
- 1990-1997: Roseanne jako Mark Healy
- 1992: Covington Cross jako Cedric Grey
- 1999: Jej cały świat (Jesse) jako Sean
- 1999: Anioł ciemności (Angel) jako Allen Francis Doyle